# Chiesa di San Francesco (San Marino)

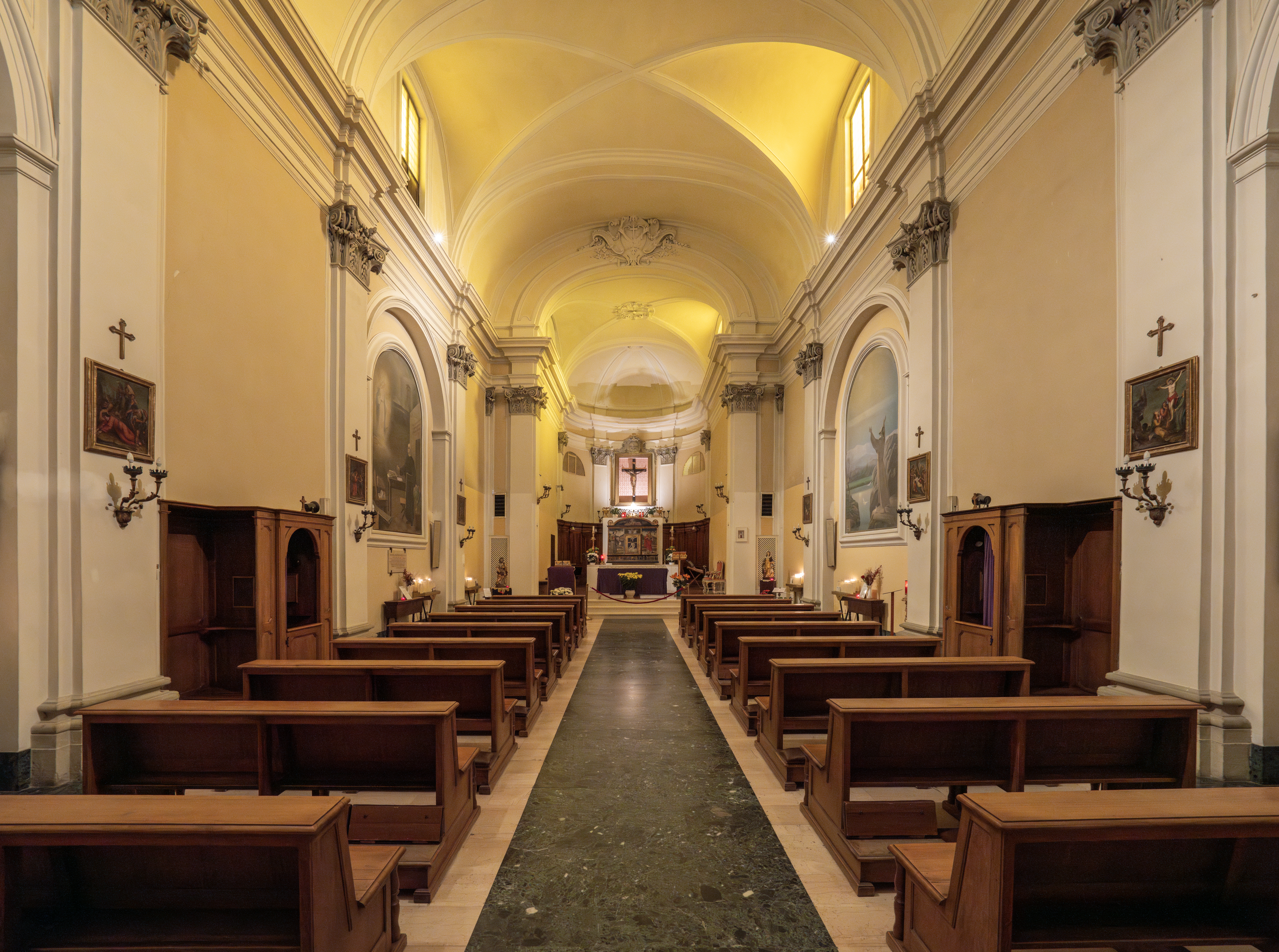
Interno

La chiesa di San Francesco è una chiesa di Città di San Marino.
Viene raffigurata sulle monete euro sammarinesi da 10 centesimi della seconda serie.

## Storia
Il convento annesso e la chiesa inizialmente avevano sede a Murata, presso la città di San Marino, ma poi papa Clemente VII concesse lo spostamento della chiesa e del convento nella città di San Marino perché a Murata c'era pericolo di incursioni dei Malatesta.
La costruzione venne cominciata nel 1351 e terminata verso il 1400, per la costruzione furono usati i materiali della chiesa e del convento soppresso. L’interno è stato interamente rifatto nel 1790. Il rosone fu coperto nel seicento ma è stato riportato alla luce nell'ultima ristrutturazione eseguita da Gino Zani che l'ha riportata in gran parte alle linee originarie. Alla costruzione parteciparono sia maestranze sammarinesi che comacine, infatti vi figurano i nomi di  Mastro Battista da Como e Mastro Manetto Sammarinese.

## Descrizione
La facciata è preceduta da un piccolo pronao a tre arcate coperto da un tetto in coppo.

### Interno
Nella parte superiore dietro all'altare vi è un crocifisso ligneo del XIV secolo, che proviene dalla chiesa di Murata.
All'interno della chiesa una lapide ricorda il soggiorno nel convento di padre Massimiliano Kolbe.

### Chiostro
Nel chiostro a cui si accede sulla sinistra si trova la tomba del vescovo Marino Madroni, vissuto nel '400, che apparteneva ai frati minori conventuali. Nello stesso chiostro dal 15 marzo 1966 ha sede la Pinacoteca di San Marino, nell'attiguo che conserva tra opere di autori del XV e XVI secolo un San Francesco del Guercino.